# Bächtlefest
Das Bächtlefest ist ein jährlich zwei Wochen vor Beginn der Sommerferien gefeiertes traditionsreiches Schüler- und Heimatfest in Bad Saulgau. Es ist nach dem Ravensburger Rutenfest und dem Biberacher Schützenfest das drittgrößte Kinder- und Heimatfest Oberschwabens und reicht in seinen Ursprüngen bis ins 16. Jahrhundert zurück.

## Namensherkunft und Geschichte
Im Jahre 1534 wird das Bächtlefest zum ersten urkundlich erwähnt. Zum ersten Mal ist im Jahre 1612 belegt, dass in Saulgau der Bechtelinstag am 2. Januar gefeiert wurde. Der Bechtilinstag – auch Bechtletag, Bechtle oder Bächtle genannt – ist im alemannischen Sprachraum nach der germanischen Mythologie ein Tag zu Ehren der Göttin Berchta (die Glänzende, die Leuchtende), an dem die Kinder beschenkt wurden. Der Name wurde auch nach dem Dreißigjährigen Krieg nicht geändert, als der Festtag auf dem 12. März, den Gregoritag (Hl. Gregor, Schutzpatron der Schulkinder) gelegt wurde. Die kalendarische Nähe zur Fasnacht lässt die Vermutung aufkommen, dass der Name der Göttin Berchta auch in den Begriffen Perchta bzw. Perchten stecke, was mit Verkleiden und Maskentragen und anderem Brauchtum verbunden ist.
Seit dem 19. Jahrhundert findet das Bächtlefest im Sommer statt. Unstrittig ist, dass Kinder immer im Mittelpunkt des Bächtlefestes standen und stehen. Die Formen des Festes haben sich im Laufe der Jahrhunderte gewandelt. So organisiert seit 40 Jahren ein Bürgerausschuss das heute fünftägige Fest.

## Festverlauf
Das Bächtlefest findet an einem verlängerten Wochenende zwei Wochen vor den Sommerferien statt. Ein Bürgerausschuss organisiert in Zusammenarbeit mit der Stadt Bad Saulgau und vielen freiwilligen Helferinnen und Helfern die fünf Festtage von Donnerstag bis Montag.
Traditionsgemäß wird das Fest am Donnerstagabend mit dem Fassanstich des Bürgermeisters eröffnet. Die Historische Tanzgruppe mit Spielleut' und die historischen Trommlercorps des Störck-Gymnasiums bereichern das Fest durch mehrere Auftritte. Ein Böllerschuss und Glockengeläut beenden die Festtage am Montag punkt 18 Uhr.
Während der Festtage ist auf dem Festplatz ein Festgelände mit Vergnügungspark und Bierzelten aufgebaut.
Höhepunkte des Bächtlefestes sind:
- traditioneller Fassanstich am Donnerstag mit dem Bürgermeister, dem Bürgerausschuss-Präsidenten und der Stadtmusik
- der Musische Abend am Freitagabend und die Wiederholung am Samstag: 400 Kinder und Jugendliche der Bad Saulgauer Schulen, Kunstschulen und Vereine präsentieren eine abendfüllende Show, die jedes Jahr unter einem neuen Thema steht
- der Historische Bauern- und Handwerkermarkt am Samstag in der Bad Saulgau Altstadt
- Serenade im Oberschwabenstadion mit anschließendem Höhenfeuerwerk am Samstagabend
- Festgottesdienst am Sonntagmorgen, der bei gutem Wetter auf dem Marktplatz stattfindet
- Adlerschießen bei der Brechenmacherschule und Spielewettbewerbe für Kinder im Oberschwabenstadion
- Historische Tanzgruppe mit Spielleut' und das Trommlercorps im ehemaligen Oberamteihof am Sonntagabend
- Historischer Festumzug am Montagmorgen mit rund 3000 Teilnehmern, über 250 Pferden und zahlreichen Musikkapellen aus der Region, bei dem u. a. die Geschichte der Stadt dargestellt wird.

Mehrmals berichtete der SWR im Rahmen der Sendung Treffpunkt über das Bächtlefest (zuletzt im Sommer 2007).